# Дистерло, Роман Александрович
Барон Роман Александрович Дистерло (1859—1919) — российский юрист, литературный критик и государственный деятель.

## Биография
Православный. Из потомственных дворян Курляндской губернии.
В 1883 году окончил юридический факультет Петербургского университета со степенью кандидата, был оставлен при университете для подготовки к профессорскому званию по кафедре гражданского права. Читал законоведение в Горном институте.
В марте 1886 года поступил на службу в Министерство юстиции по уголовному отделению, из которого вскоре был переведен в отделение законодательное. В 1892 году был назначен членом Рижского окружного суда. В 1894 году вернулся к законодательным работам в Министерстве юстиции, главным образом был занят в делопроизводстве Особого совещания по общему пересмотру законоположений по судебной части под председательством министра юстиции Муравьева.
1 января 1897 года был назначен юрисконсультом Министерства юстиции, а позднее в том же году перешел в Государственную канцелярию на должность помощника статс-секретаря Государственного совета и был командирован для занятий в отделение гражданских и духовных дел. В период подготовки празднования юбилея Совета входил в состав группы чиновников, осуществивших подготовку и издание юбилейного альбома, в том числе помогал И. Е. Репину с организацией работы над картиной.
1 января 1902 года был назначен и. д. статс-секретаря Государственного совета, а через год был утвержден в должности и затем назначен статс-секретарем департамента законов Государственного совета. В 1905 году был произведен в действительные статские советники. В мае 1906 года утвержден в должности статс-секретаря реформированного Государственного совета; управлял Вторым отделением по делам законодательным Государственной канцелярии.
7 сентября 1912 года назначен сенатором с производством в тайные советники, присутствовал в 1-м департаменте и нескольких присутствиях. 1 мая 1914 года именным Высочайшим указом назначен членом Государственного совета с оставлением в звании сенатора. Входил в группу правых. В августе 1915 г. избран от Государственного совета членом Особого совещания для обсуждения и объединения мероприятий по перевозке топлива, продовольственных и военных грузов. В соответствии с Декретом Временного Правительства от 4 мая 1917 об упразднением должностей членов Совета по назначению оставлен за штатом. С 25 октября 1917 года уволен в отставку по Декрету СНК от 14.12.1917.
Скончался от тифа в Мариинской больнице Петрограда.
С середины 1880-х гг. писал критические статьи в «Неделе», «Русском обозрении» и др. Отдельным изданием вышла книга «Граф Л. Н. Толстой как художник и моралист» (1887).

## Семья
Был женат на Надежде Львовне Обуховой, рожденной Толстой (1856—1926). Их дети:
- Кирилл (1894—1895)
- Юрий (1895—1975), воспитанник Императорского училища правоведения[4], выпускник офицерских курсов Пажеского корпуса, штабс-капитан лейб-гвардии Преображенского полка. В Гражданскую войну был дежурным офицером при генерале Г. Д. Романовском. В эмиграции во Франции, занимался литературной деятельностью, сотрудничал в журнале «Возрождение», публиковал исторические очерки и воспоминания[3].
- Анастасия (1896—11.04.1917[5])

## Награды
- Орден Святого Станислава 3-й ст. (1890);
- Высочайшее благоволение (1891);
- Орден Святой Анны 3-й ст. (1896);
- Высочайшее благоволение (1898);
- Орден Святого Владимира 4-й ст. (1902);
- Орден Святого Станислава 1-й ст. (1908);
- Орден Святой Анны 1-й ст. (1910);
- Орден Святого Владимира 2-й ст. (1914).
- Медаль «В память царствования императора Александра III»;
- Знак отличия «за труды по землеустройству»;
- Медаль «В память 300-летия царствования дома Романовых» (1913).